# Larry W. Esposito
Pour les articles homonymes, voir Esposito.
Larry W. Esposito (né le 15 avril 1951) est un astronome américain spécialiste de planétologie et professeur au Laboratory for Atmospheric and Space Physics de l'Université du Colorado à Boulder. Après une licence de mathématiques en 1973 au MIT, Esposito devient docteur en astronomie à l'Université du Massachusetts d'Amherst. En 1985, il reçoit le Prix Harold Clayton Urey de l'Union américaine d'astronomie. Il travaille sur l'atmosphère des planètes et les systèmes d'anneau planétaire.
Esposito est le principal concepteur du spectrographe à ultra-violet de la mission de la sonde spatiale Cassini-Huygens à destination de Saturne,.